# Öreg-kői 1. sz. zsomboly
Az Öreg-kői 1. sz. zsomboly Magyarország fokozottan védett barlangjai közül az egyik. A Duna–Ipoly Nemzeti Parkban lévő Gerecsei Tájvédelmi Körzet területén található. A Gerecse hegység fokozottan védett hat barlangja közül az egyik. Sokáig azt hitték, hogy ez a barlang a Gerecse hegység legmélyebb barlangja.

## Leírás
Az Öreg-kő sziklás és meredek K-i oldalán, a Jankovich-barlangtól É-ra található. Sziklafal alján nyílik. Az Öreg-kő alatti pihenőhelyről közelíthető meg a legegyszerűbben. A pihenőhelyről induló lépcső É-i ága vezet fel hozzá. Bejárata 1 méter magas és keskeny, kb. 60 cm széles, valamint egy vasból készült rácsos ajtóval le van zárva.
Felső triász dachsteini mészkőben keletkezett a törésvonala mentén feláramló meleg karsztvíz oldásának következtében. A bejárati aknája, a Nagy-akna egy meredeken lejtő terembe, a Nagy-terembe vezet. Jól fejlett gömbfülkék és gömbüstök figyelhetők meg falain. A Nagy-akna alatt van a Barit-fülke. Ez a zsomboly többi üregénél korábban jött létre. A fülkében 4–5 cm élhosszúságot elérő fennőtt baritkristályok találhatók. Az 1950-es évek elején még 10–12 cm-es élhosszúságúak is voltak. Nagy felületeket borítanak borsókövek és karfiol alakú aragonit, valamint kalcit képződmények. Néhány helyen mikrokristályos gipszkéreg települt a korábban kivált kiválásaira. Látható benne boxwork szerkezet is. A Nagy-terem görbe kristályai, gipszvirágai és a fülke 10–12 cm-es élhosszúságú kristályai eltűntek. Hévizes ásványkiválásainak és hévizes formáinak köszönhetően jól, a gerecsei barlangok közül a legjobban itt bizonyítható a termálvizes eredet.
A Nagy-terem nevű részének magassága általában 2–5 m, szélessége 6–8 m és 25 m hosszú. A denevérek egyik fontos magyarországi élőhelye. Az 1900-as évek közepén valószínűleg több 100 egyedből álló kolónia lakott a zsombolyban. Jelenleg évente 30–50 denevér használja téli szálláshelynek. Leginkább a kis patkósdenevérek és a közönséges denevérek töltik itt a téli nyugalmi időszakukat. A Gerecsében már ritka kereknyergű patkósdenevér populációnak néhány példányát is megfigyelték többször is benne. A faj egyedeit a pisznicei szálláshelyeken kívül csak itt figyelték meg. A denevérek állandó téli szálláshelye és alkalmi nyári szálláshelye. A nyári és őszi hónapokban megnő levegőjének szén-dioxid tartalma. Ez az érték gyakran túllépi az 5%-ot. Látogatni a Duna–Ipoly Nemzeti Park Igazgatóság engedélyével, elektromos lámpával és kötéltechnikai eszközök alkalmazásával lehet, de látogatási tilalom van érvényben október 1-től április 30-ig a benne élő denevérek nyugalmának a biztosítása miatt.
1984-ben volt először Öreg-kői 1. sz. zsombolynak nevezve a barlang az irodalmában. Előfordul a barlang az irodalmában I. sz. aknabarlang (Láng 1956), I. sz. zsomboly (Boda 1965), Bajóti 1. zsomboly (Kordos 1984), Bajóti I. zsomboly (Bertalan 1976), Bajóti Öreg-kői-zsomboly I. (Bertalan, Schőnviszky 1973–1974), Feneketlen-barlang (Benedek 1966), Feneketlen-lik (Székely 1994), Feneketlen lik (Bertalan 1976), Öregkői I. sz. aknabarlang (Leél-Őssy 1954), Öreg-kői 1.sz. zsomboly (Juhász 1990), Öregkői 1. sz. zsomboly (Maróthy 1988), Öregkői I. sz. zsomboly (Jakucs, Kessler 1962), Öregkői I. zsomboly (Vigh 1937), Öregkői 1.zsomboly (Bertalan 1976), Öreg-kői 2. sz. zsomboly (Juhász 2003), Öreg-kői 2.sz. zsomboly (Juhász 2007), Öregkői Nagyzsomboly (Bertalan 1976), Öreg-kő pothole No. 1 (Takácsné, Eszterhás, Juhász, Kraus 1989), Öreg-kő pothole no. 1 (Takácsné, Eszterhás, Juhász, Kraus 1989) és Shaft No. 1 of the Öreg-kő (Topál 1989) neveken is.

## Kutatástörténet
Először Jordán Károly próbálta meg bejárni az 1900-as évek elején. A barlang feléig sikerült lejutnia, mert gyertyája útközben többször elaludt annak ellenére, hogy nem tapasztalt légmozgást. Emiatt a jelenség miatt gyorsan visszatért a felszínre. Az 1913-ban megjelent tanulmányában Bekey Imre Gábor arról számolt be, hogy kötéllel biztosított, 10 m-nyi út után még egy akna van, amelyet egy 40 m-es kötélhágcsóval sem sikerült bejárni. Szerinte Jordán Károly vállalkozását a levegő minősége, a nagy szén-dioxid tartalom akadályozta meg. Bekey Imre Gábor egy gyertyát több mint 30 m mélyre engedett le és visszahúzása után még égett a gyertya. Denevérek jelenlétéről is írt. Juhász Márton szerint az 1920-as évek elején Kessler Hubertnek sem sikerült elérni a végpontot és kudarcának oka a nagy mélység és a levegő magas szén-dioxid tartalma volt.
1927-ben sikerült lejutni az aljáig egy drótkötéllétra használatával a magyar-német barlangkutató találkozó néhány résztvevőjének. Ekkor Helmuth Cramer is járt benne és társszerzőkkel írt tanulmányában, amely 1931-ben jelent meg részletesen leírta képződményeit és genetikáját. Véleménye a barlang fejlődéstörténetéről a tudomány jelenlegi állása szerint nem jó. Helmuth Cramer a felszínről beszivárgó vizek hatására kialakult barlangnak tartotta, de a Gerecse barlangjai közül elsőként itt lettek észlelve hévízműködés okozta jelenségek. A Turisták Lapja 1931. évi évfolyamában kiadott tanulmány szerint a bajóti jegyző kérte a Magyarhoni Földtani Társulat Barlangkutató Szakosztályát, hogy kutassa át az Öreg-kő gerincvonulatának D-i lejtőjén tátongó két zsombolyt. Bekey Imre Gábor ezután Jordán Károllyal és Scholtz Pál Kornéllal felkereste ezt az ismert helyet, de a zsombolyok aljáig nem jutottak el, mert Jordán Károly azt mondta, hogy szerinte ez a két zsomboly szénsavval van tele. Lebocsátott lámpájuk tényleg kialudt. A zsombolyok azonban nem lehettek mérgező gázokkal tele és a lámpát valószínűleg a huzat oltotta el, mert nem sokkal utánuk két bátor fiatalember kötélfelszerelés nélkül lejutott a két zsomboly aljáig, ahol sok guanót találtak.

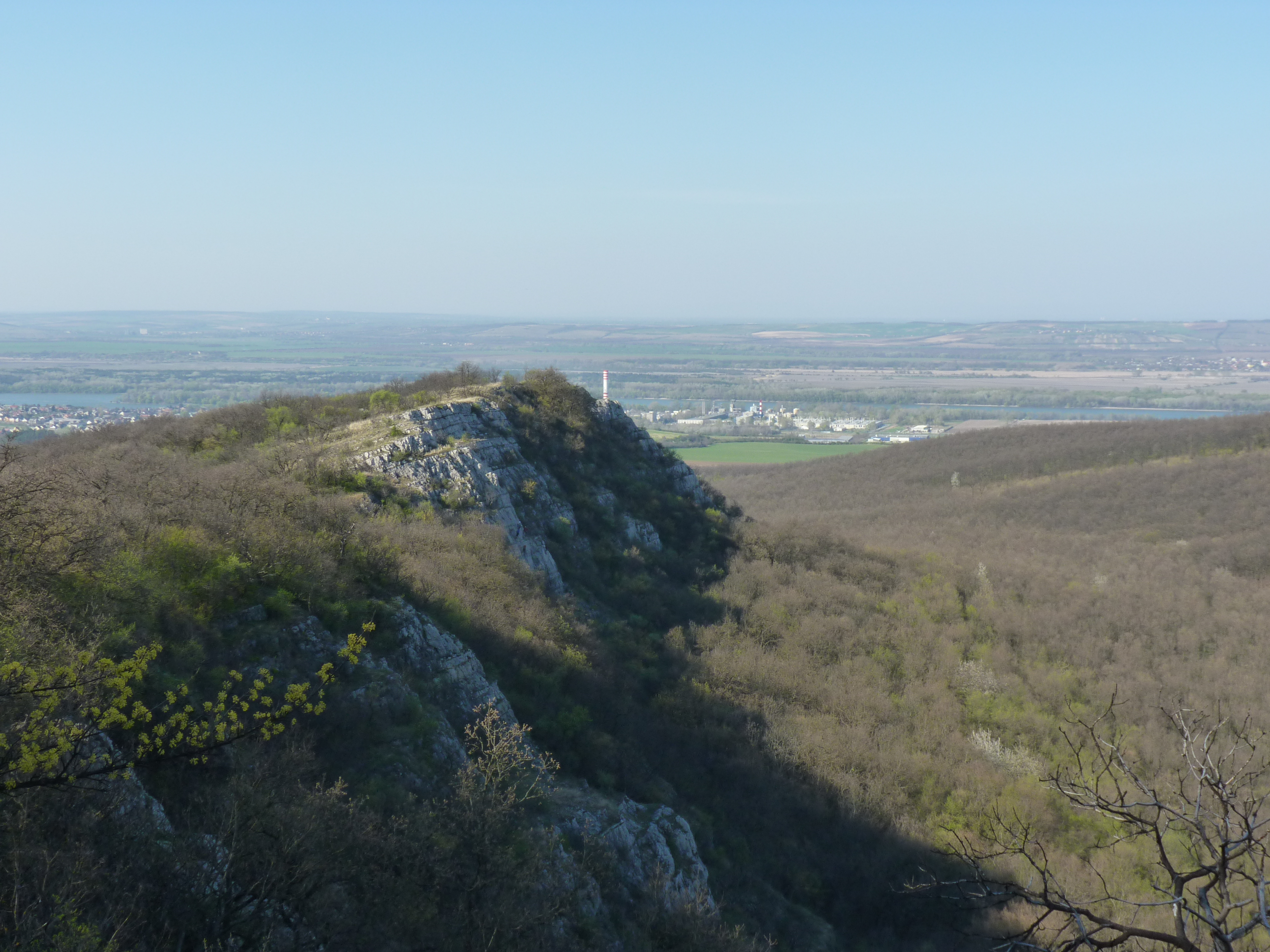
Kilátás az Öreg-kőről, az Öreg-kői 1. sz. zsomboly környékéről É felé

Az 1936-ban megjelent, Barbie Lajos által írt publikációban az olvasható, hogy a 40 m mély barlang alján egy 30–35 év körüli férfi holttestére bukkantak a német barlangkutatók és arra következtettek, mivel nem voltak rajta külsérelmi nyomok, hogy az áldozat halálát oxigénhiány okozta. Az 1936-ban kiadott Barlangok mélyén című könyvben a barlang és Kessler Hubert barlangtúrája ismertetve van. Az 1937. évi Barlangvilágban megjelent és Kadić Ottokár által a német és magyar barlangkutatók 1927. évi kongresszusáról írt visszaemlékezésben az olvasható, hogy 1927. szeptember 23-án a kongresszus résztvevői a Jankovich-barlanghoz és a közelében lévő zsombolyokhoz kirándultak.
Az 1940-ben kiadott, Gerecse és Gete hegység kalauza című útikalauzban az olvasható, hogy a Gerecse hegység vázát alkotó dachsteini mészkőben barlangok keletkeztek. A mészkőhegységekben a barlangok keletkezése rendkívül gyakori jelenség, mert a mészkő többnyire nagyon repedezett kőzet. A hasadékokon át a kőzetbe beszivárog a víz és ott oldja a mészkő anyagát, tágítja, nagyobbítja a hasadékot, míg végül barlang jön létre. A Gerecse hegység barlangjai hasonló módon alakultak ki. Az Öreg-kőn a Jankovich-barlangon kívül van a hegy K-i oldalán egy kisebb barlang és két zsomboly is. Az Öregkői I. zsomboly néven nyilvántartott zsomboly az Öreg-kő gerincének nyerges hajlata alatt van. Az 1,5 m széles és 2 m magas bejáratú barlangot Bekey Imre Gábor fedezte fel.
Az 1942-ben napvilágot látott, Barlangok mélyén című könyv 2. kiadásában ugyanaz jelent meg a barlangról és kutatásáról, mint az 1. kiadásban. 1938-ban az Elektromos turisták emléktáblaszerűen kifaragták mellette a sziklafalat és a faragásba ezt a szöveget vésték, hogy Bajóti Öregkő 1.sz. zsomboly Elektromos turisták 1938. 1951-ben Venkovits István járt benne, hogy kiderítse van-e a zsombolyban guanó. A talált guanó mennyiségét 4 m³-re becsülte. Főleg geológiai és ásványtani szempontból kutatta és elkészítette vázlatos hossz-szelvény barlangtérképét, amelynek alapján 35 m a szintkülönbség bejárata és legmélyebb pontja között.
Az 1954-ben megjelent, Leél-Őssy Sándor által írt tanulmányban szó van arról, hogy az Öreg-kői 1. sz. zsomboly Venkovits István által rajzolt térképe egy kicsit pontatlan. A Jankovich-barlangból hiányoznak ugyan a hidrotermális eredetű ásványlerakódások, de a közelben lévő, nagyjából azonos szinten elhelyezkedő és részben hasonló formájú zsombolyokban megtalálhatók a hévizes ásványképződmények. A tanulmányba bekerült a bajóti Öreg-kő és környékének helyszínrajza (terv.: Leél-Őssy Sándor, rajzolta: Németh L.). A rajzon jelölve van, hogy hol helyezkedik el az Öreg-kői 1. sz. zsomboly.

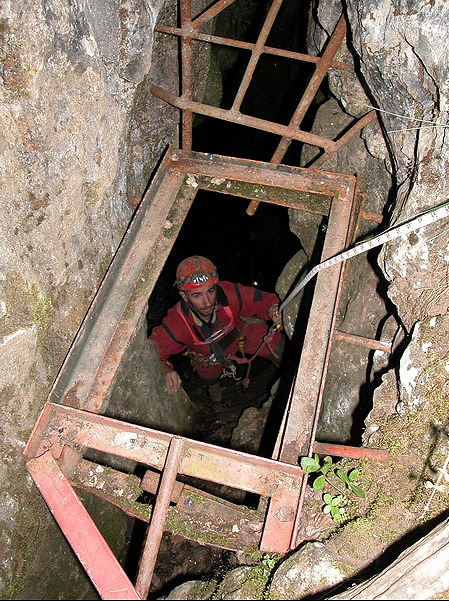
Az Öreg-kői 1. sz. zsomboly bejárati része 2003-ban

Az 1956. évi Földrajzi Értesítőben publikálva lett, hogy a bajóti Öreg-kőben van viszonylag a legtöbb barlang a Központi-Gerecsében. Az Öreg-kőről kisebb-nagyobb aknabarlangok és forrásbarlangok egész sorát írták le a barlangkutatók. Legrészletesebben és legkorszerűbben Leél-Őssy Sándor tanulmányozta a barlangokat, aki szerint az Öreg-kő barlangjai és a két aknabarlang hévizes eredetű, amit a barit és több hidrotermális ásvány, valamint a sok gömbfülke bizonyít. A tanulmányban látható egy metszetrajz, amelyen az Öreg-kő és környéke látható. A rajzon jelölve van az I. sz. aknabarlang földrajzi elhelyezkedése.
Az 1959-ben kiadott Gerecse útikalauzban szó van arról, hogy az Öregkő-gerinc nyerges hajlata alatt található az I. sz. zsomboly, amelynek az új meghatározás szerint aknabarlang a helyes neve. Csak megfelelő felszereléssel lehet bejárni az Öreg-kő aknabarlangjait. Az Öreg-kő csúcsától É-ra fekszik két, csak megfelelő felkészültséggel és felszereléssel megtekinthető aknabarlang (régi nevén: zsomboly). A kiadványban látható az 1956. évi Földrajzi Értesítőben publikált metszetrajz, amelyen az Öreg-kő és környéke van ábrázolva vázlatosan. A vázlatrajzon látható az Öreg-kői 1. sz. zsomboly (I. sz. aknabarlang) földrajzi elhelyezkedése. A bajóti Öreg-kő felső triász mészkörögének viszonylagos kicsisége mellett formakincsével, ősrégészeti leleteivel és barlangjaival a Gerecse hegység talán legérdekesebb és legértékesebb helye. Akiket részletesen érdekel az Öreg-kő, azok megtalálhatják a hegy Leél-Őssy Sándor által írt részletes leírását a Földrajzi Értesítő 1954. márciusi számában.
Az Öreg-kő a nagyméretű két barlangjával (Jankovich-barlang, Baits-barlang), kőfülkéjével (Szalay-barlang), két aknabarlangjával (Öreg-kői 1. sz. zsomboly, Öreg-kői 2. sz. zsomboly) és a hegy É-i végén elhelyezkedő Öregkő-forrással a Gerecse hegység egyik legismertebb és legnevezetesebb túracélpontja. A barlangok előtt található magas, pados sziklafal tetejéről K-re félkörben nagyon szép kilátás van a Dunától kezdve a Gete és a keleti dombvidék erdős magaslataira, illetve a Kő-hegyre. A barlangok (Öreg-kői 1. sz. zsomboly, Jankovich-barlang, Baits-barlang, Szalay-barlang) alatt K-re levezető, néhány helyen vascsőből készült hágcsóvasakkal és kapaszkodókkal ellátott meredek ösvényen lehet lejutni az Öreg-kő lábához. Az Öreg-kői 2. sz. zsomboly, de leginkább az Öreg-kői 1. sz. zsomboly szpeleológiai (barlangtani) szempontból nagyon érdekes, de csak kötél vagy hágcsó használatával látogatható. Az Öreg-kői 1. sz. zsombolyban, amely a Gerecse hegység legmélyebb (kb. 35 m mély) barlangja, a kevés cseppkőn kívül agyag- és guanólerakódás, illetve baritkristályok is megfigyelhetők. A barlang legújabb, pontos felmérését és feltárását Venkovits István végezte el 1951-ben. Az Öreg-kő hatalmas szirtjei, gyönyörű kilátása és messze földön híres barlangjai a turisták érdeklődésére méltán számíthatnak.
Az 1962-ben kiadott, A barlangok világa című könyv szerint a Gerecse hegység legmélyebb barlangja a 40 m mély Öregkői I. sz. zsomboly. Bejárata az Öreg-kő sziklás K-i oldalában, a Jankovich-barlangtól É-ra kb. 80 m-re, attól alacsonyabban, kb. 300 m tszf. magasságban van. Nehezen megtalálható helyen helyezkedik el a bejárat. A barlang alján van egy nagyon lejtő terem, amely 25 m hosszú. Kialakulását tekintve nem típusos felszakadt zsomboly, hanem hévizes keletkezésű aknabarlang, amit a benne megfigyelhető, nagyon gazdag hidrotermális ásványi képződmények (barit, gipsz, aragonit), illetve a sok gömbfülke igazolnak. Venkovits István és Leél-Őssy Sándor kutatták. Az Öregkői I. sz. zsombolyhoz hasonló, de szűkebb és kevésbé mély barlang az Öreg-kői 2. sz. zsomboly.
Az Élelmiszer Kereskedelmi Iskola Barlangkutató Csoportja az 1964. évi jelentésében arról számolt be, hogy többször próbáltak bontással új járatokat feltárni, de ezek a kísérletek nem jártak eredménnyel. Szerintük a zsomboly kb. 35 m-es függőleges mélységben egy kb. 25–30 m átmérőjű teremben végződik. 1965-ben a Kadić Ottokár Barlangkutató Csoport 6 tagja egy fiatalkorút mentett ki a barlangból. A Barlangi Mentőszolgálat 1966. évről szóló beszámolója arról tudósít, hogy 1966. szeptember 14-én egy belezuhant vájártanulót mentettek ki innen. 1969-ben a Fényes Elek Barlangkutató Csoport tagjai ásványokat gyűjtöttek benne, összegyűjtötték irodalmát és felmérték a barlangot. Tervezték, hogy térképe 1969. december 31-ig le lesz adva. 1969-ben nem sikerült elkezdenie a csoportnak a Lengyel-barlang és az öreg-kői zsombolyok összehasonlító klimatológiai vizsgálatát, mert Markó László mással volt elfoglalva.
A Bertalan Károly és Schőnviszky László által összeállított, 1976-ban megjelent Magyar barlangtani bibliográfia barlangnévmutatójában meg van említve a Gerecse hegységben lévő barlang Bajóti Öreg-kői-zsomboly I. (A nagyobbik zsomboly.) néven. A barlangnévmutatóban fel van sorolva 7 irodalmi mű, amelyek foglalkoznak a barlanggal. Az 1976-ban befejezett Magyarország barlangleltára című kéziratban az olvasható, hogy a Gerecse hegységben, Bajóton lévő Öregkői 1.zsomboly további nevei Feneketlen lik, Öregkői Nagyzsomboly és Bajóti I. zsomboly. A Jankovich-barlangtól É-ra kb. 50 m-re, az Öreg-kő nyerge alatt, sziklafal lábától kb. 40 m-rel magasabban, kb. 300 m tszf. magasságban van a bejárata. A barlang kb. 25 m hosszú, 8 m széles és kb. 35 m mély. Ferde kürtővel induló, hévizes eredetű, nagy mélységű aknabarlang. Kötéllétrával járható. A kézirat barlangra vonatkozó része 7 irodalmi mű alapján lett írva.

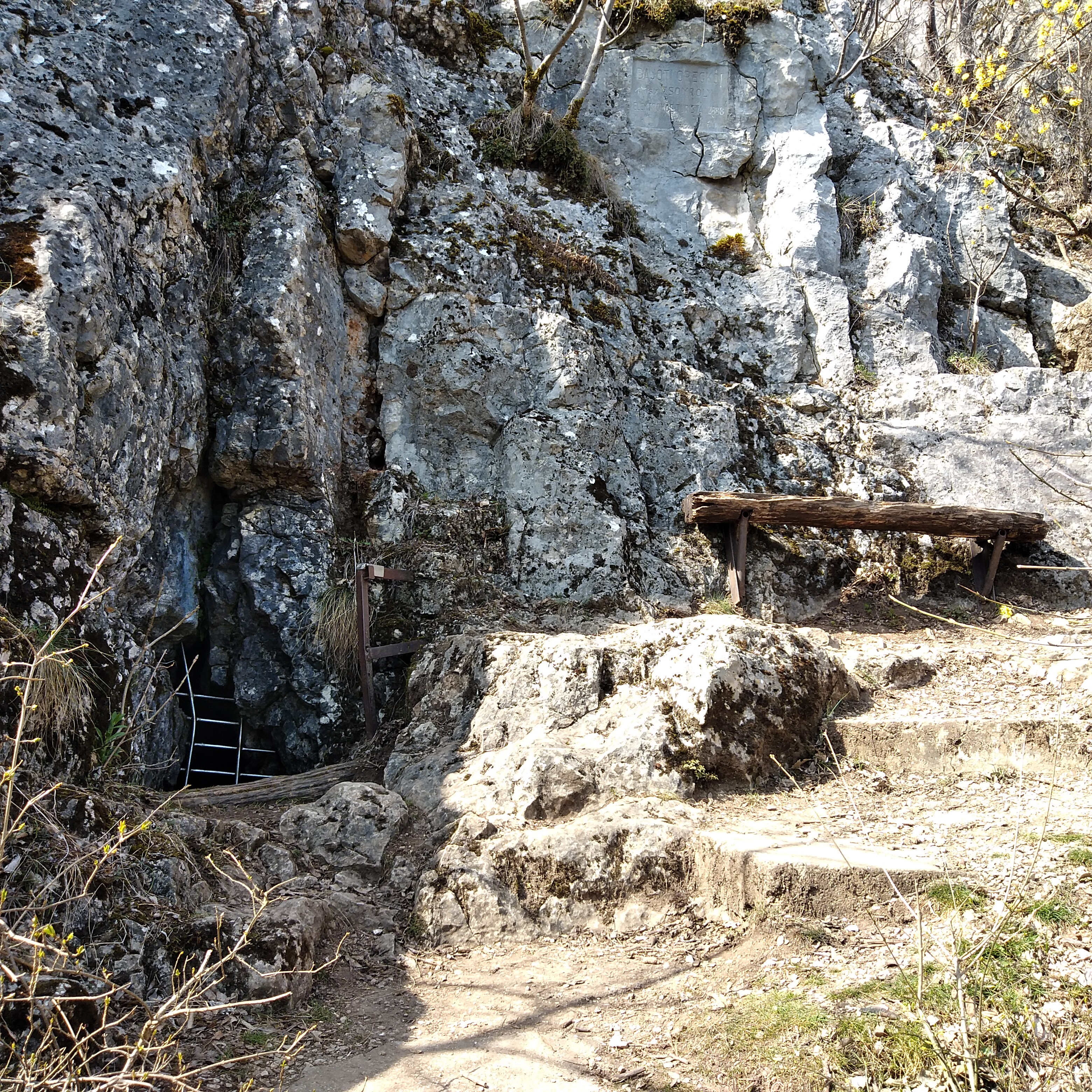
Az Öreg-kői 1. sz. zsomboly bejáratának előtere

Az 1984-ben megjelent, Magyarország barlangjai című könyv országos barlanglistájában szerepel a Gerecse hegység barlangjai között a barlang Öreg-kői 1. sz. zsomboly néven Feneketlen lik, Öregkői Nagyzsomboly és Bajóti 1. zsomboly névváltozatokkal. A listához kapcsolódóan látható a Dunazug-hegység barlangjainak földrajzi elhelyezkedését bemutató 1:500 000-es méretarányú térképen a barlang földrajzi elhelyezkedése. Az 1986. évi MKBT Műsorfüzetben megjelent közlemény szerint a Vértes László Barlangkutató Csoport 1986. augusztus 9. és 24. között tartott nyári táborának kiemelt feladata volt a térség veszélyeztetett barlangjainak állagmegóvása és hogy rendezze, lezárja ezeknek a barlangoknak bejáratait. Ekkor a csoporttagok lezárták a barlang bejáratát. A zsombolyban túravezetést a csoport előzetes egyeztetés alapján biztosít.
1988. október 1-től a környezetvédelmi és vízgazdálkodási miniszter 7/1988. (X. 1.) KVM rendeletének (6. §. 2. pont, illetve 5. sz. melléklet) értelmében a Gerecse hegységben lévő Öregkői 1. sz. zsomboly fokozottan védett barlang. Fokozottan védett barlang genetikai és morfológiai értékei, illetve denevérlakottsága és ásványkiválásai miatt lett. Az 1988. évi Karszt és Barlangban közölve lett, hogy a Gerecse hegységben elhelyezkedő Öregkői 1. sz. zsomboly bekerült Magyarország fokozottan védett barlangjai közé. Magyarországon az Öreg-kői 1. sz. zsombollyal együtt 108 barlang van fokozottan védve.
Az 1989. évi Karszt és Barlangban lévő, Magyarország barlangjai című összeállításban szó van arról, hogy a Jankovich-barlang közelében van az Öreg-kői 1. sz. zsomboly. A kb. 40 m mély zsomboly alsó termében régen tanulmányozni lehetett több cm-es élhosszúságú baritkristályok szép csoportjait. A publikációban lévő 1. ábrán (Magyarország térkép) be van mutatva az Öreg-kői 1. sz. zsomboly földrajzi elhelyezkedése. A folyóirat 1989. évi különszámában napvilágot látott ennek az utóbbi tanulmánynak az angol nyelvű változata (The caves of Hungary). Ebben a tanulmányban Öreg-kő pothole no. 1 (Öreg-kő pothole No. 1) a barlang neve.
Az 1989. évi Karszt és Barlangban publikált, Topál György által írt tanulmányban meg van említve, hogy az MKBT 1985-ben kijelölt 20 barlangot és a társulat ajánlotta a munkában önkéntesen résztvevőknek, hogy legyen ezekben évente elvileg egy-egy téli és nyári denevérszámlálás. A kijelölt barlangok közül 1988-ig pl. a bajóti Öreg-kőben történt denevér-megfigyelés. A folyóirat 1989. évi különszámában napvilágot látott ennek a tanulmánynak az angol nyelvű változata. Ebben a tanulmányban pontosan meg van nevezve a denevér-megfigyelés helye (Shaft No. 1 of the Öreg-kő).
Az 1990. évi MKBT Műsorfüzetben publikált, Juhász Márton által megjelentetett hír szerint az Észak-dunántúli Környezetvédelmi és Vízügyi Igazgatóság megbízása alapján a Gerecse Barlangkutató Egyesület látja el a gerecsei, lezárt Öreg-kői 1.sz. zsomboly gondozását. Túralehetőséget, igény, illetve szükség esetén túravezetést előzetes egyeztetés alapján biztosít az egyesület. Dubljanszkij 1993-as kéziratában innen vett mintákon végzett folyadékzárvány vizsgálatok vannak leírva. Az 1994. évi Limesben napvilágot látott, Visszapillantás a tatabányai barlangkutatás elmúlt 25 évére című összefoglalás szerint 1986-ban, a Természetvédelmi Ifjúsági Építőtáborként megrendezett augusztusi kutatótáborozáskor készült el a zsomboly bejáratának kiépítése és lezárása, valamint ebben az évben nagy mennyiségű lőszer lett eltávolítva a barlangból.

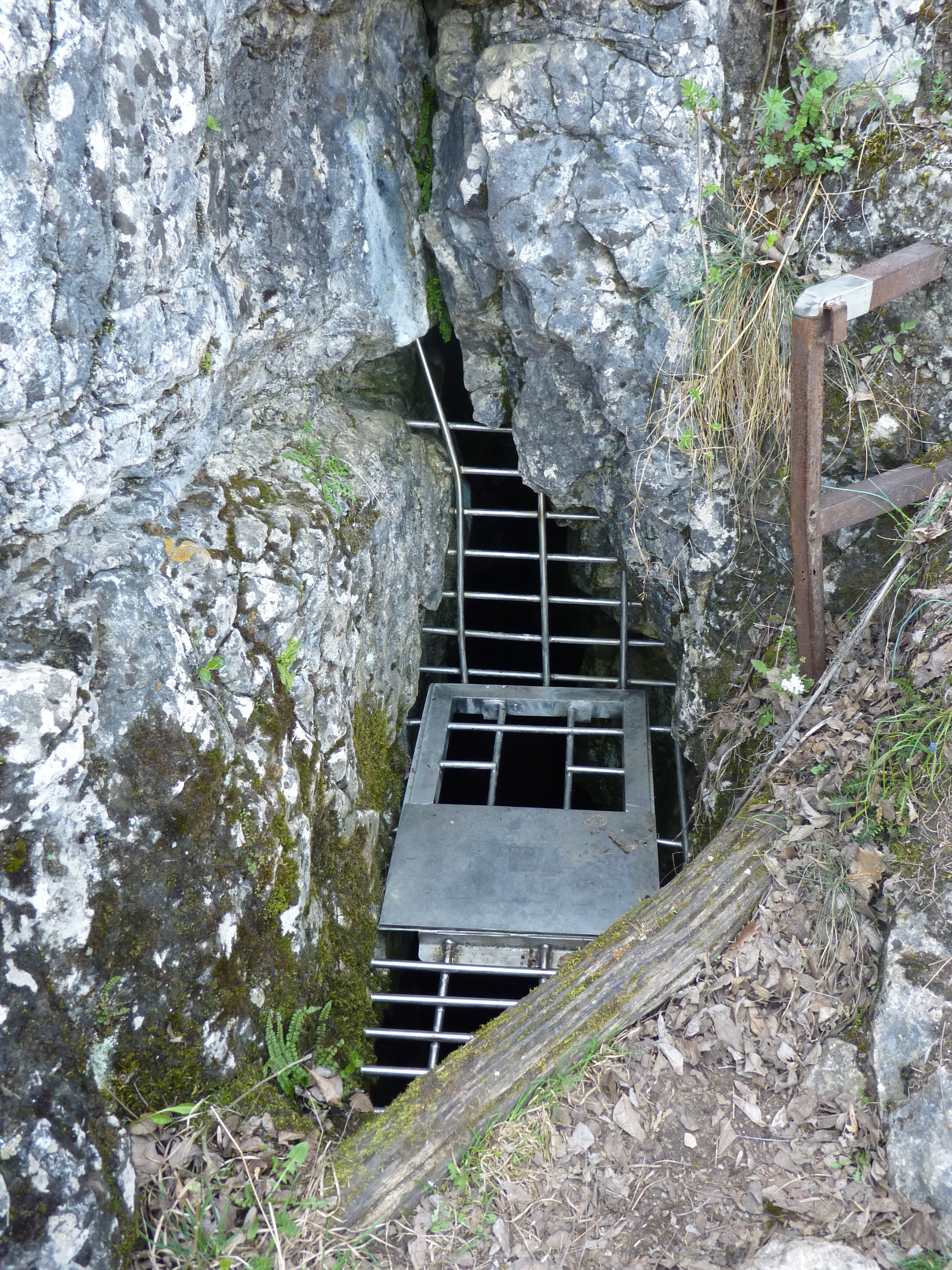
Az Öreg-kői 1. sz. zsomboly bejárata

Az 1994. évi Limesben lévő és Takácsné Bolner Katalin által írt tanulmány szerint a rendelkezésre álló irodalmi adatok alapján a Gerecse hegység területén hévízműködéssel értelmezett jelenségeket barlangból elsőként Helmuth Cramer írt le 1931-ben, aki az Öreg-kői 1. sz. zsomboly kristályfülkéjét bélelő baritokat idős termális hatásra, a falakat borító gipszkérget pedig hidrotermális kőzetátalakulásra vezette vissza. A zsomboly keletkezését hagyományosan felszíni beszivárgó vizek oldó hatásának tulajdonította. Az Öreg-kő jelentős barlangjainak egy része vertikális jellegű üregrendszer, látványos oldott kupolákkal, gömbfülkékkel és vakkürtőkkel. Ilyen barlang az Öreg-kői 1. sz. zsomboly is.
Ásványkiválások szempontjából ez a barlang kiemelkedő. A híres, több cm élhosszúságot elérő bajóti baritokat tartalmazó, egy barit előtti, tömeges illetve egy barit utáni, oszlopos megjelenésű kalcitkiválással is bélelt üregrészen kívül a barlang alsóbb részén a falfelületek nagy részét karfiolszerű kiválás és gipszkéreg borítja. Nyomokban aragonit jelenléte is valószínűsíthető. A mélypont térségében kipreparálódott, bekérgezett kalciterek alkotnak boxwork-jellegű szövedéket. A kupolában végződő üregekből álló bokorszerű rendszerek közé sorolható például az Öreg-kői 1. sz. zsomboly. A továbbra is hidrotermális ásványoknak tartott barit és kristályos kalcit keletkezési hőmérsékletére információt nyújtó folyadékzárvány-vizsgálatok történtek a zsombolyból vett mintákon. Boxwork-szerkezet figyelhető meg a barlangban. Gipszkéreg figyelhető meg a zsombolyban lévő borsókövek felett a borsókövektől elválva.
Az 1994. évi Limesben közölt, Székely Kinga által írt dolgozatban az van írva, hogy a 4661/2 barlangkataszteri számú Öreg-kői 1.sz.zsomboly további nevei Bajóti I. zsomboly, Bajóti Öreg-kői-zsomboly I., Öregkői Nagyzsomboly és Feneketlen-lik. Bertalan Károly barlangleltárában a 62-es számú cédulán szerepel az üreg. A Barlangtani Intézetben a fokozottan védett barlangnak kataszteri törzslapja, térképe, fényképe, kutatási törzslapja és irodalmi törzslapja van. 1998. május 14-től a környezetvédelmi és területfejlesztési miniszter 13/1998. (V. 6.) KTM rendelete szerint a Duna–Ipoly Nemzeti Park Igazgatóság illetékességi területén, a Gerecse hegységben található Öreg-kői 1. sz. zsomboly az igazgatóság engedélyével látogatható. 2001. május 17-től a környezetvédelmi miniszter 13/2001. (V. 9.) KöM rendeletének értelmében a Gerecse hegység területén lévő Öreg-kői 1. sz. zsomboly fokozottan védett barlang. Egyidejűleg a fokozottan védett barlangok körének megállapításáról szóló 1/1982. (III. 15.) OKTH rendelkezés hatályát veszti.

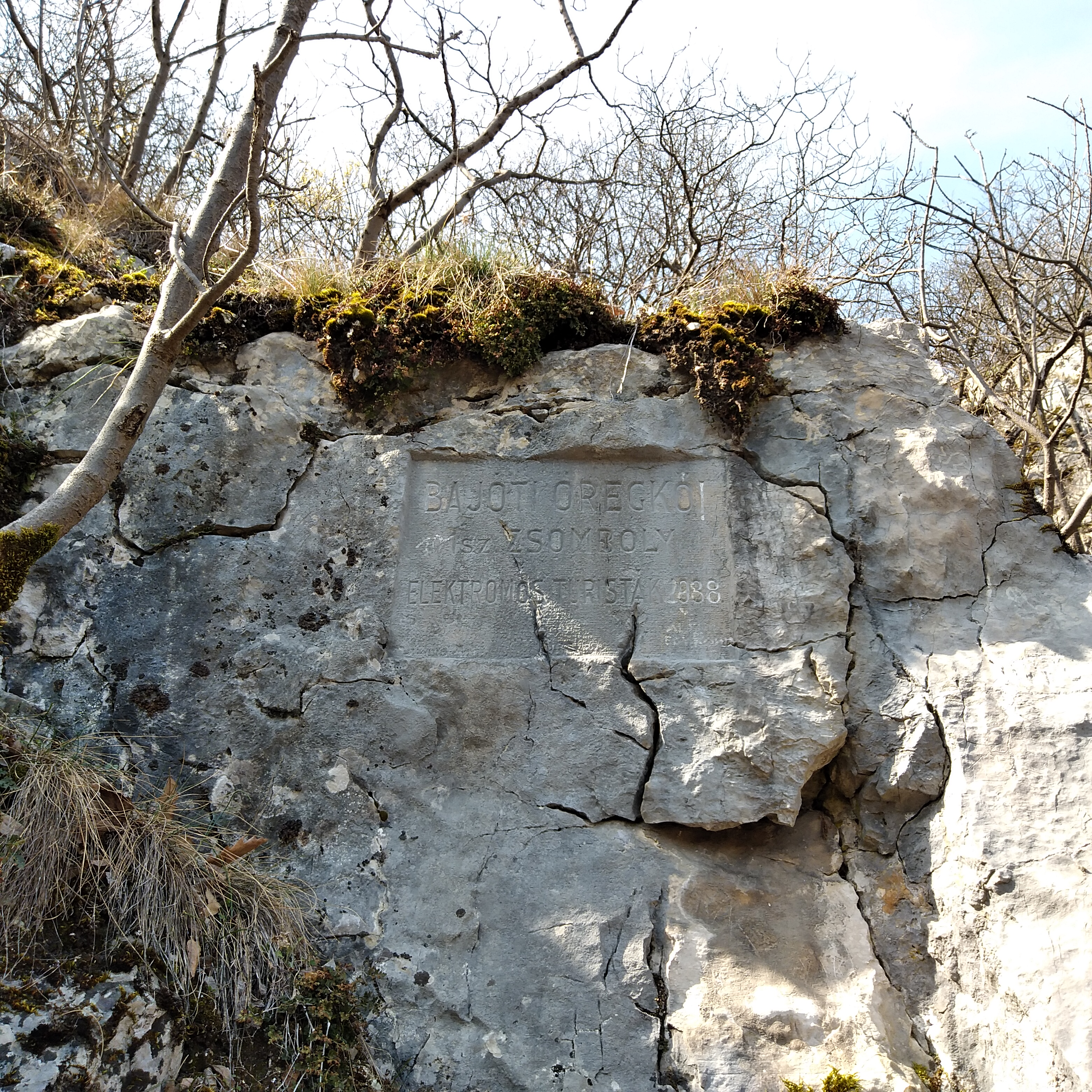
Részlet az Öreg-kői 1. sz. zsomboly bejáratának előteréből

A 2003-ban napvilágot látott, Magyarország fokozottan védett barlangjai című könyv szerint az Öreg-kői 1. sz. zsomboly 80 m hosszú, 35 m függőleges kiterjedésű és 25 m vízszintes kiterjedésű. A 2003. évi Karsztfejlődésben az olvasható, hogy valószínűleg a víz a középső pliocénben nem a mésztufa alatti exhumált karsztrögből fakadt, hanem az Öreg-kő karsztrögéből a csúcsrégióban, É–D irányú törések mentén, és akkor még fedett helyzetben lévő barlangokból, például az Öregkői-zsombolyokból. 2003-ban az Ariadne Karszt- és Barlangkutató Egyesület tagjai készítették el a barlang alaprajz térképét és hossz-szelvény térképét. A Kovács Richárd által szerkesztett térképek szerint a barlang hossza 115 m és mélysége 34 m. 2005. szeptember 1-től a környezetvédelmi és vízügyi miniszter 22/2005. (VIII. 31.) KvVM rendelete szerint a Duna–Ipoly Nemzeti Park Igazgatóság működési területén, a Gerecse hegységben található Öreg-kői 1. sz. zsomboly a felügyelőség engedélyével látogatható. 2005. szeptember 1-től a környezetvédelmi és vízügyi miniszter 23/2005. (VIII. 31.) KvVM rendelete szerint a Gerecse hegységben lévő Öreg-kői 1. sz. zsomboly fokozottan védett barlang.
A 2005-ben kiadott, Magyar hegyisport és turista enciklopédia című kiadványban önálló szócikke van a barlangnak. A szócikk szerint az Öregkői 1. sz. zsomboly a Gerecse hegységben található és fokozottan védett természeti érték. Az Öreg-kő K-i, meredek, sziklás oldalában, 300 m tszf. magasságban van a bejárata. Bejárását először valószínűleg Jordán Károly próbálta meg az 1900-as évek elején. A 80 m hosszú és 36 m mély üregrendszer triász mészkőben, meleg vizek hatására jött létre. Bejárati aknája meredeken lejtő terembe vezet. Jól fejlett gömbfülkék és gömbüstök tagolják falait. A falakat borsókő, karfiolszerű kalcit- és aragonitkiválások, néhány helyen gipszkéreg díszíti. Az egykor európai hírű, nagy, táblás baritkristályok (BaSO4) már csak elvétve, foltokban figyelhetők meg. Jelentős denevértanyahely. Engedéllyel és kötéltechnikai eszközök használatával tekinthető meg a lezárt barlang. Látogatása tilos a denevérek téli nyugalmi időszakában.
A Juhász Márton által írt és 2007-ben publikált tanulmányban az olvasható, hogy a Bajóton (Komárom-Esztergom megye) elhelyezkedő Öreg-kői 1.sz. zsomboly további nevei Bajóti I. zsomboly, Bajóti Öreg-kői-zsomboly I., Feneketlen-lik, Öreg-kői 2.sz. zsomboly és Öregkői Nagyzsomboly. A barlang közhiteles barlangnyilvántartási száma 4661-2, UTM-kódja CT18C3. A barlangban a Gerecse Barlangkutató és Természetvédő Egyesület 1986 és 2006 között 20 téli, 1 tavaszi, 20 nyári és 3 őszi (összesen 44) denevér-megfigyelést végzett, amelyek közül 20 téli és 2 nyári (összesen 22) volt eredményes.
| Dátum               | Rhin. hip. | Rhin. fer. | Rhin. eur. | Myo. natt. | Myo. bech. | Myo. myo. | Ept. ser. | Indet sp. |
| ------------------- | ---------- | ---------- | ---------- | ---------- | ---------- | --------- | --------- | --------- |
| 1986. január 19.    | 7          | 1          | 1          | –          | –          | –         | –         | 3         |
| 1988. január 24.    | 6          | –          | –          | –          | –          | 19        | –         | –         |
| 1988. augusztus 7.  | 1          | –          | –          | –          | –          | –         | –         | –         |
| 1988. december 26.  | 2          | –          | –          | –          | –          | 2         | –         | –         |
| 1989. január 15.    | 2          | –          | –          | –          | –          | 2         | –         | –         |
| 1990. február 17.   | 6          | –          | –          | –          | –          | 8         | –         | –         |
| 1991. február 23.   | 10         | 1          | 3          | –          | –          | 5         | –         | 4         |
| 1992. március 1.    | 11         | –          | –          | –          | –          | 1         | –         | 1         |
| 1993. január 7.     | 10         | 1          | 3          | –          | –          | 2         | –         | –         |
| 1994. január 29.    | 3          | –          | –          | –          | –          | 6         | –         | –         |
| 1997. január 19.    | 13         | –          | –          | –          | –          | 6         | –         | –         |
| 1998. január 24.    | 14         | 1          | 3          | –          | –          | 8         | –         | –         |
| 1999. február 21.   | 23         | 1          | –          | 1          | –          | 15        | –         | –         |
| 2000. február 19.   | 22         | 1          | 2          | –          | –          | 16        | –         | –         |
| 2001. február 10.   | 21         | –          | –          | 1          | –          | 4         | –         | 1         |
| 2002. február 17.   | 13         | –          | –          | –          | –          | 11        | –         | –         |
| 2002. augusztus 15. | –          | –          | –          | –          | –          | 3         | –         | –         |
| 2003. január 26.    | 19         | 2          | 5          | 1          | 1          | 3         | 1         | –         |
| 2004. január 24.    | 15         | 2          | –          | –          | –          | 9         | –         | –         |
| 2005. február 20.   | 22         | 2          | –          | –          | –          | 14        | –         | –         |
| 2005. december 22.  | 22         | 2          | –          | 2          | –          | 3         | 2         | –         |
| 2006. február 12.   | 17         | 1          | –          | 2          | –          | 8         | 1         | –         |

2007. március 8-tól a környezetvédelmi és vízügyi miniszter 3/2007. (I. 22.) KvVM rendelete szerint a Duna–Ipoly Nemzeti Park Igazgatóság működési területén lévő Gerecse hegységben elhelyezkedő Öreg-kői 1. sz. zsomboly az igazgatóság engedélyével tekinthető meg. 2013. július 19-től a vidékfejlesztési miniszter 58/2013. (VII. 11.) VM rendelete szerint az Öreg-kői 1. sz. zsomboly (Gerecse hegység, Duna–Ipoly Nemzeti Park Igazgatóság működési területe) az igazgatóság hozzájárulásával látogatható. 2015. november 3-tól a földművelésügyi miniszter 66/2015. (X. 26.) FM rendelete szerint az Öreg-kői 1. sz. zsomboly (Gerecse hegység) fokozottan védett barlang. 2021. május 10-től az agrárminiszter 17/2021. (IV. 9.) AM rendelete szerint az Öreg-kői 1. sz. zsomboly (Gerecse hegység, Duna–Ipoly Nemzeti Park Igazgatóság működési területe) az igazgatóság engedélyével látogatható. A 13/1998. (V. 6.) KTM rendelet egyidejűleg hatályát veszti.

## Denevér-megfigyelések
| \| Dátum \| Rhin. hip. \| Rhin. fer. \| Rhin. eur. \| Myo. natt. \| Myo. bech. \| Myo. myo. \| Myo. dau. \| Ept. ser. \| Ple. aur. \| Bar. bar. \| Indet sp. \| \| -------------------- \| ---------- \| ---------- \| ---------- \| ---------- \| ---------- \| --------- \| --------- \| --------- \| --------- \| --------- \| --------- \| \| 1986. január 19. \| 7 \| 1 \| 1 \| – \| – \| – \| – \| – \| – \| – \| 3 \| \| 1988. január 24. \| 6 \| – \| – \| – \| – \| 19 \| – \| – \| – \| – \| – \| \| 1988. augusztus 7. \| 1 \| – \| – \| – \| – \| – \| – \| – \| – \| – \| – \| \| 1988. december 26. \| 2 \| – \| – \| – \| – \| 2 \| – \| – \| – \| – \| – \| \| 1989. január 15. \| 2 \| – \| – \| – \| – \| 2 \| – \| – \| – \| – \| – \| \| 1989. augusztus 12. \| – \| – \| – \| – \| – \| – \| – \| – \| – \| – \| – \| \| 1990. február 17. \| 6 \| – \| – \| – \| – \| 8 \| – \| – \| – \| – \| – \| \| 1990. június 28. \| – \| – \| – \| – \| – \| – \| – \| – \| – \| – \| – \| \| 1991. február 23. \| 10 \| 1 \| 3 \| – \| – \| 5 \| – \| – \| – \| – \| 4 \| \| 1991. július 18. \| – \| – \| – \| – \| – \| – \| – \| – \| – \| – \| – \| \| 1992. március 1. \| 11 \| – \| – \| – \| – \| 1 \| – \| – \| – \| – \| 1 \| \| 1993. január 7. \| 10 \| 1 \| 3 \| – \| – \| 2 \| – \| – \| – \| – \| – \| \| 1994. január 29. \| 3 \| – \| – \| – \| – \| 6 \| – \| – \| – \| – \| – \| \| 1994. július 23. \| – \| – \| – \| – \| – \| – \| – \| – \| – \| – \| – \| \| 1997. január 19. \| 13 \| – \| – \| – \| – \| 6 \| – \| – \| – \| – \| – \| \| 1997. július 26. \| – \| – \| – \| – \| – \| – \| – \| – \| – \| – \| – \| \| 1998. január 24. \| 14 \| 1 \| 3 \| – \| – \| 8 \| – \| – \| – \| – \| – \| \| 1998. július 27. \| – \| – \| – \| – \| – \| – \| – \| – \| – \| – \| – \| \| 1999. február 21. \| 23 \| 1 \| – \| 1 \| – \| 15 \| – \| – \| – \| – \| – \| \| 2000. február 19. \| 22 \| 1 \| 2 \| – \| – \| 16 \| – \| – \| – \| – \| – \| \| 2001. február 10. \| 21 \| – \| – \| 1 \| – \| 4 \| – \| – \| – \| – \| 1 \| \| 2001. május 13. \| – \| – \| – \| – \| – \| – \| – \| – \| – \| – \| – \| \| 2002. február 17. \| 13 \| – \| – \| – \| – \| 11 \| – \| – \| – \| – \| – \| \| 2002. augusztus 15. \| – \| – \| – \| – \| – \| 3 \| – \| – \| – \| – \| – \| \| 2003. január 26. \| 19 \| 2 \| 5 \| 1 \| 1 \| 3 \| – \| 1 \| – \| – \| – \| \| 2003. június 21. \| – \| – \| – \| – \| – \| – \| – \| – \| – \| – \| – \| \| 2004. január 24. \| 15 \| 2 \| – \| – \| – \| 9 \| – \| – \| – \| – \| – \| \| 2004. augusztus 21. \| – \| – \| – \| – \| – \| – \| – \| – \| – \| – \| – \| \| 2005. február 20. \| 22 \| 2 \| – \| – \| – \| 14 \| – \| – \| – \| – \| – \| \| 2005. december 22. \| 22 \| 2 \| – \| 2 \| – \| 3 \| – \| 2 \| – \| – \| – \| \| 2006. február 12. \| 17 \| 1 \| – \| 2 \| – \| 8 \| – \| 1 \| – \| – \| – \| \| 2006. július 29. \| – \| – \| – \| – \| – \| – \| – \| – \| – \| – \| – \| \| 2007. február 4. \| – \| – \| – \| – \| – \| – \| – \| – \| – \| – \| 32 \| \| 2008. február 23. \| – \| – \| – \| – \| – \| – \| – \| – \| – \| – \| 36 \| \| 2009. január 30. \| 27 \| 2 \| 1 \| 2 \| – \| 12 \| – \| – \| – \| – \| – \| \| 2009. június 23. \| – \| 1 \| – \| – \| – \| – \| – \| – \| – \| – \| – \| \| 2010. február 17. \| 7 \| – \| 5 \| 1 \| – \| 7 \| – \| 1 \| – \| – \| 3 \| \| 2010. július 1. \| – \| – \| – \| – \| – \| – \| – \| – \| – \| – \| – \| \| 2011. június 30. \| – \| – \| – \| – \| – \| – \| – \| – \| – \| – \| – \| \| 2011. december 28. \| 48 \| 3 \| 5 \| – \| – \| 8 \| – \| – \| – \| – \| – \| \| 2012. április 15. \| – \| – \| – \| – \| – \| – \| – \| – \| – \| – \| – \| \| 2012. június 1. \| 8 \| 1 \| – \| – \| – \| 4 \| – \| – \| – \| – \| – \| \| 2012. július 28. \| – \| – \| – \| – \| – \| – \| – \| – \| – \| – \| – \| \| 2012. december 28. \| 50 \| 2 \| 6 \| – \| – \| 5 \| – \| – \| 1 \| – \| 1 \| \| 2013. június 15. \| – \| – \| – \| – \| – \| – \| – \| – \| – \| – \| 1 \| \| 2013. szeptember 27. \| 6 \| – \| – \| – \| – \| – \| – \| – \| – \| – \| – \| \| 2013. december 15. \| 58 \| 3 \| 4 \| – \| – \| 4 \| 1 \| – \| – \| 1 \| – \| \| 2013. december 29. \| 45 \| 3 \| 23 \| 2 \| – \| 5 \| – \| – \| – \| – \| – \| \| 2014. február 1. \| 70 \| 3 \| – \| – \| – \| – \| – \| – \| – \| – \| – \| \| 2014. március 1. \| 15 \| 3 \| – \| – \| – \| – \| – \| – \| – \| – \| – \| \| 2014. május 23. \| 6 \| – \| – \| – \| – \| 2 \| – \| – \| – \| – \| – \| \| 2014. december 30. \| 111 \| 4 \| 4 \| 1 \| – \| 20 \| – \| – \| – \| – \| – \| |            |            |            |            |            |           |           |           |           |           |           |
| Dátum | Rhin. hip. | Rhin. fer. | Rhin. eur. | Myo. natt. | Myo. bech. | Myo. myo. | Myo. dau. | Ept. ser. | Ple. aur. | Bar. bar. | Indet sp. |
| 1986. január 19. | 7          | 1          | 1          | –          | –          | –         | –         | –         | –         | –         | 3         |
| 1988. január 24. | 6          | –          | –          | –          | –          | 19        | –         | –         | –         | –         | –         |
| 1988. augusztus 7. | 1          | –          | –          | –          | –          | –         | –         | –         | –         | –         | –         |
| 1988. december 26. | 2          | –          | –          | –          | –          | 2         | –         | –         | –         | –         | –         |
| 1989. január 15. | 2          | –          | –          | –          | –          | 2         | –         | –         | –         | –         | –         |
| 1989. augusztus 12. | –          | –          | –          | –          | –          | –         | –         | –         | –         | –         | –         |
| 1990. február 17. | 6          | –          | –          | –          | –          | 8         | –         | –         | –         | –         | –         |
| 1990. június 28. | –          | –          | –          | –          | –          | –         | –         | –         | –         | –         | –         |
| 1991. február 23. | 10         | 1          | 3          | –          | –          | 5         | –         | –         | –         | –         | 4         |
| 1991. július 18. | –          | –          | –          | –          | –          | –         | –         | –         | –         | –         | –         |
| 1992. március 1. | 11         | –          | –          | –          | –          | 1         | –         | –         | –         | –         | 1         |
| 1993. január 7. | 10         | 1          | 3          | –          | –          | 2         | –         | –         | –         | –         | –         |
| 1994. január 29. | 3          | –          | –          | –          | –          | 6         | –         | –         | –         | –         | –         |
| 1994. július 23. | –          | –          | –          | –          | –          | –         | –         | –         | –         | –         | –         |
| 1997. január 19. | 13         | –          | –          | –          | –          | 6         | –         | –         | –         | –         | –         |
| 1997. július 26. | –          | –          | –          | –          | –          | –         | –         | –         | –         | –         | –         |
| 1998. január 24. | 14         | 1          | 3          | –          | –          | 8         | –         | –         | –         | –         | –         |
| 1998. július 27. | –          | –          | –          | –          | –          | –         | –         | –         | –         | –         | –         |
| 1999. február 21. | 23         | 1          | –          | 1          | –          | 15        | –         | –         | –         | –         | –         |
| 2000. február 19. | 22         | 1          | 2          | –          | –          | 16        | –         | –         | –         | –         | –         |
| 2001. február 10. | 21         | –          | –          | 1          | –          | 4         | –         | –         | –         | –         | 1         |
| 2001. május 13. | –          | –          | –          | –          | –          | –         | –         | –         | –         | –         | –         |
| 2002. február 17. | 13         | –          | –          | –          | –          | 11        | –         | –         | –         | –         | –         |
| 2002. augusztus 15. | –          | –          | –          | –          | –          | 3         | –         | –         | –         | –         | –         |
| 2003. január 26. | 19         | 2          | 5          | 1          | 1          | 3         | –         | 1         | –         | –         | –         |
| 2003. június 21. | –          | –          | –          | –          | –          | –         | –         | –         | –         | –         | –         |
| 2004. január 24. | 15         | 2          | –          | –          | –          | 9         | –         | –         | –         | –         | –         |
| 2004. augusztus 21. | –          | –          | –          | –          | –          | –         | –         | –         | –         | –         | –         |
| 2005. február 20. | 22         | 2          | –          | –          | –          | 14        | –         | –         | –         | –         | –         |
| 2005. december 22. | 22         | 2          | –          | 2          | –          | 3         | –         | 2         | –         | –         | –         |
| 2006. február 12. | 17         | 1          | –          | 2          | –          | 8         | –         | 1         | –         | –         | –         |
| 2006. július 29. | –          | –          | –          | –          | –          | –         | –         | –         | –         | –         | –         |
| 2007. február 4. | –          | –          | –          | –          | –          | –         | –         | –         | –         | –         | 32        |
| 2008. február 23. | –          | –          | –          | –          | –          | –         | –         | –         | –         | –         | 36        |
| 2009. január 30. | 27         | 2          | 1          | 2          | –          | 12        | –         | –         | –         | –         | –         |
| 2009. június 23. | –          | 1          | –          | –          | –          | –         | –         | –         | –         | –         | –         |
| 2010. február 17. | 7          | –          | 5          | 1          | –          | 7         | –         | 1         | –         | –         | 3         |
| 2010. július 1. | –          | –          | –          | –          | –          | –         | –         | –         | –         | –         | –         |
| 2011. június 30. | –          | –          | –          | –          | –          | –         | –         | –         | –         | –         | –         |
| 2011. december 28. | 48         | 3          | 5          | –          | –          | 8         | –         | –         | –         | –         | –         |
| 2012. április 15. | –          | –          | –          | –          | –          | –         | –         | –         | –         | –         | –         |
| 2012. június 1. | 8          | 1          | –          | –          | –          | 4         | –         | –         | –         | –         | –         |
| 2012. július 28. | –          | –          | –          | –          | –          | –         | –         | –         | –         | –         | –         |
| 2012. december 28. | 50         | 2          | 6          | –          | –          | 5         | –         | –         | 1         | –         | 1         |
| 2013. június 15. | –          | –          | –          | –          | –          | –         | –         | –         | –         | –         | 1         |
| 2013. szeptember 27. | 6          | –          | –          | –          | –          | –         | –         | –         | –         | –         | –         |
| 2013. december 15. | 58         | 3          | 4          | –          | –          | 4         | 1         | –         | –         | 1         | –         |
| 2013. december 29. | 45         | 3          | 23         | 2          | –          | 5         | –         | –         | –         | –         | –         |
| 2014. február 1. | 70         | 3          | –          | –          | –          | –         | –         | –         | –         | –         | –         |
| 2014. március 1. | 15         | 3          | –          | –          | –          | –         | –         | –         | –         | –         | –         |
| 2014. május 23. | 6          | –          | –          | –          | –          | 2         | –         | –         | –         | –         | –         |
| 2014. december 30. | 111        | 4          | 4          | 1          | –          | 20        | –         | –         | –         | –         | –         |

## További irodalom
- Cramer, Helmuth – Kolb, H[einrich] – Vigh [Gyula] J.: Weitere Beiträge zur Geologie ungarischer Karstgebiete. Beobachtungen im Gerecse-Gebirge. Mitteilungen über Höhlen- und Karstforschung, 1931. Berlin. (1. füz.) 1–9., 33–40. old.
- Dubljanszkij, J. V.: Hydrothermal karst of some karstified areas of Hungary. Kézirat. Novoszibirszk, 1993. 128. old.
- Venkovits István: Jelentés az 1951. évi barlangi foszfátkutatásokról. Kézirat. Budapest, 1952. 3 old. (A kézirat megtalálható a Magyar Állami Földtani Intézetben.)